# Função de Thomae

Plotagem de pontos do gráfico da função em (0,1)

A função de Thomae, assim chamada em homenagem a Carl Johannes Thomae, tem muitos nomes: a função pipoca, a função gota de chuva, a função nuvem contável, a função de Dirichlet modificada, a função régua, a função de Riemann, ou as Estrelas sobre a Babilônia (nome de John Horton Conway). Esta função a valores reais f(x) da variável real x é definida como:
{\displaystyle f(x)={\begin{cases}1&{\text{se }}x=0\\{\frac {1}{q}}&{\text{se }}x\in \mathbb {Q} ,x={\tfrac {p}{q}}{\text{ depois de simplificada e com }}q>0\\0&{\text{se }}x\not \in \mathbb {Q} .\end{cases}}}
Ela é uma modificação da função de Dirichlet, que é 1 nos números racionais e 0 nos demais casos.

## Propriedades
A função de Thomae tem um conjunto de  descontinuidades complicado: f é contínua em todos os números irracionais e descontínua em todos os números racionais.
A função de Thomae também tem um máximo local estrito em cada número racional.

### Prova informal das descontinuidades
Claramente, f é descontínua em todos os números racionais: como os irracionais são densos nos reais, para qualquer racional x, não importa que escolha de ε nós façamos, há um irracional a ainda mais próximo deste x, onde f(a) = 0 (enquanto que f(x) é positiva). Em outras palavras, f nunca poderá "chegar perto" e "permanecer perto" de qualquer número positivo, porque o seu domínio é denso com zeros.
Para demonstrar a continuidade nos irracionais, suponha sem perda de generalidade que ε é racional (para qualquer irracional ε', podemos escolher um racional ε" menor ainda). Como ε é racional, ele pode ser expresso como uma fração irredutível a/b. O objetivo é mostrar que f(x) é contínua quando x é irracional.
Observe que f assume o valor máximo 1 em cada inteiro, então podemos limitar nosso exame do intervalo entre {\displaystyle \scriptstyle \lfloor x\rfloor } e {\displaystyle \scriptstyle \lceil x\rceil .} Como ε tem um denominador finito b, os únicos valores para os quais f pode retornar um valor maior do que ε são aqueles com um denominador que não é maior do que b. Existe apenas um número finito de valores entre dois números inteiros, com um denominador que não é maior do que b, então estes podem ser listados exaustivamente. Definindo δ como sendo menor do que a menor distância de x a um desses valores, fica garantido que a todo valor a uma distância de no máximo δ de x satisfaz f(x) < ε.

## Integrabilidade
O critério de integrabilidade de Lebesgue afirma que um função limitada é integrável à Riemann se, e somente se, o conjunto de todos os pontos de descontinuidade tem medida zero. Uma vez que o conjunto de todas as descontinuidades da função de Thomae é o conjunto dos números racionais, que é um conjunto contável, ele tem medida zero. Além disso, a função é limitada no intervalo [0, 1], então, pelo critério de Lebesgue, a função é integrável à Riemann em [0, 1]. A sua integral é igual a 0 em [0,1].

## Questões complementares
Uma pergunta natural que poderia ser feita em seguida é se existe uma função que é contínua nos números racionais e descontínua nos números irracionais. Ocorre que isso é impossível; o conjunto de descontinuidades de qualquer função deve ser um Fσ conjunto. Se uma tal função existisse, então os irracionais formariam um Fσ conjunto. Consequentemente os irracionals seriam um união enumerável de conjuntos fechados {\displaystyle \cup _{i=0}^{\infty }C_{i},} mas já que o irracionais não contêm um intervalo, o mesmo não pode acontecer com qualquer um dos {\displaystyle C_{i}.} Portanto, cada um dos {\displaystyle C_{i}} seria denso em lugar nenhum, e os irracionais seriam conjungo magro. Disso resultaria que os números reais, sendo uma união dos irracionais com os racionais (que é, evidentemente, magro), também seria um conjunto magro. Isto contradiria o teorema da categoria de Baire: como as reais formam um espaço métrico completo, eles formam um espaço de Baire, que não pode ser magro em si mesmo.
Uma variante função de Thomae pode ser usada para mostrar que qualquer Fσ subconjunto dos números reais pode ser o conjunto de descontinuidades de uma função. Se {\displaystyle \scriptstyle A\;=\;\bigcup _{n=1}^{\infty }F_{n}} é uma união contável de conjuntos fechados {\displaystyle \scriptstyle F_{n},} defina
{\displaystyle f_{A}(x)={\begin{cases}{\frac {1}{n}}&{\text{se }}x\in \mathbb {Q} {\text{ e }}n{\text{ for o menor inteiro tal que }}x\in F_{n}\\-{\frac {1}{n}}&{\text{se }}x\not \in \mathbb {Q} {\text{ e }}n{\text{ for o menor inteiro tal que }}x\in F_{n}\\0&{\text{se }}x\notin A\end{cases}}}
Então, um argumento semelhante ao usado para a função de Thomae mostra que {\displaystyle \scriptstyle f_{A}} tem A como o seu conjunto de descontinuidades.
Para uma construção geral em um espaço métrico arbitrário, pode-se consultar o artigo, Kim Sung Soo.[ligação inativa] "Uma Caracterização do Conjunto de Pontos de Continuidade de uma Função Real." American Mathematical Monthly 106.3 (1999): 258-259.[ligação inativa]

## Distribuições de probabilidade relacionadas
Distribuições de probabilidade empíricas relacionadas à função de Thomae aparecem no sequenciamento de DNA. O genoma humano é diploide, tendo duas vertentes por cromossomo. Quando sequenciados, pequenos pedaços ("leituras") são gerados: para cada ponto no genoma, um número inteiro de leituras se sobrepõe com ele. A sua razão é um número racional, e normalmente distribuído de forma semelhante à função de Thomae.
Se é feita uma amostragem de pares de inteiros positivos {\displaystyle m,n} de uma distribuição {\displaystyle f(n,m)} e eles são usados para gerar quocientes {\displaystyle q=n/(n+m),} isso dá origem a uma distribuição {\displaystyle g(q)} sobre  os números racionais. Se os inteiros são independentes a distribuição pode ser vista como uma convolução sobre os números racionais, {\displaystyle g(a/(a+b))=\sum _{t=1}^{\infty }f(ta)f(tb).} Existem formas fechadas para distribuições lei de potência com um cut-off. Se {\displaystyle f(k)=k^{-\alpha }e^{-\beta k}/\mathrm {Li} _{\alpha }(e^{-\beta })} (em que {\displaystyle \mathrm {Li} _{\alpha }} é a função polilogarítmica) então {\displaystyle g(a/(a+b))=(ab)^{-\alpha }\mathrm {Li} _{2\alpha }(e^{-(a+b)\beta })/\mathrm {Li} _{\alpha }^{2}(e^{-\beta }).} No caso de distribuições uniformes no conjunto {\displaystyle \{1,2,\ldots ,L\}} {\displaystyle g(a/(a+b))=(1/L^{2})\lfloor L/\max(a,b)\rfloor ,} que é bastante similar à função de Thomae. Ambos os gráficos possuem dimensão fractal 3/2.

## A função régua
Para os inteiros, o expoente da maior potência de 2 que divide {\displaystyle n} resulta em 0, 1, 0, 2, 0, 1, 0, 3, 0, 1, 0, 2, 0, 1, 0, ... (sequência A007814 na OEIS). Se for somado 1, ou se forem removidas as ocorrências de 0, obtém-se 1, 2, 1, 3, 1, 2, 1, 4, 1, 2, 1, 3, 1, 2, 1, ... (sequência A001511 na OEIS). Os valores lembram as marcas de uma régua graduada de 1/16, daí o nome. Estes valores correspondem a restrição da função de Thomae aos números racionais cujos denominadores são potências de 2.